# Полуденне відкриття
«Полуденне відкриття, зроблене літаючою людиною, або Французький дедал» (фр. La Découverte australe par un homme volant, ou Le Dédale français) — фантастично-утопічний роман французького письменника Нікола Ретіфа де ла Бретонна, опублікований 1781 року в Парижі. Перше видання вийшло в чотирьох томах. Роман був проілюстрований численними гравюрами, виконаними французьким графіком Луї Біне (1744 — бл. 1800).

## Сюжет
Головний герой роману Вікторен закоханий в Крістіну, яка є дочкою його господаря, тож ця любов має всі шанси залишитися нещасливою. Проте Вікторену вдалося розробити машину, яка може літати завдяки системі педалей та штучним крилам. За допомогою цього незвичного засобу пересування Вікторен викрадає Крістіну й після довгого польоту приземляється на вершині Недосяжної Гори («Mont-Inaccessible»), куди можна дістатися лише на крилах.
З часом Вікторен доправив на гору інших колоністів, які пройшли його ретальний відбір, після чого він заснував суспільство, в якому мало панувати досконале щастя. Аристократією цього суспільства став сам Вікторен і його родина, оскільки вони були наділені можливістю літати. Через 20 років Вікторен вирішив покинути гору у пошуках полуденних островів, щоб створити там своє королівство.
Першим відкритим островом став острів «людей ночі», істот майже людського виду, які є активними лише вночі. Вікторен переправив на цей острів усіх мешканців Недосяжної Гори та перейменував острів «людей ночі» на острів Крістіни. У наступні роки літаючі люди відкрили інші полуденні землі, населені дивними та фантастичним істотами, найчастіше ці істоти були гібридами: патагонці (люди-велетні), люди-ведмеді, люди-собаки, люди-свині тощо.
Щораз мешканці острова Крістіни брали з собою пару таких тварино-людей, щоб виховати їх згідно зі своїми звичаями. Окрім того вони схрещували їх з іншими, щоб зменшити в цих істотах частку тваринного. Останнім народом, який відкрили мешканці острова Крістіни, були мегапатагонці, які створили справжнє місто мрії: тут панувала рівність та комуністичні принципи і вживалися заходи з регулювання народжуваності. Проте Вікторен вважав, що вихідці з Європи ще не готові до таких відносин і вирішив обмежитися вдосконаленням існуючих законів, сподіваючись у майбутньому на досягнення повної досконалості.